# فرانشيسكو ميلزي
كان فرانشيسكو ميلزي ، أو فرانشيسكو دي ميلزي ، (1491 - 1570) رسامًا إيطاليًا ولد في عائلة من النبلاء الميلانيين في لومباردي. كان من تلاميذ ليوناردو دا فينشي.

## النشأة والتدريب
كان والد فرانشيسكو، جيرولامو ميلزي، مهندسًا لجيش فرانشيسكو الثاني سفورزا وقائدًا في الميليشيا في ميلانو تحت حكم لويس الثاني عشر. عاش فرانشيسكو مع عائلته في فيلا ميلزي في فابيرو اديا (لا يجب الخلط بينه وبين فيلا ميلزي في بيلاجيو، لومباردي)، والتي لا تزال اليوم تحت ملكية الدوقات ميلزي. نشأ فرانشيسكو في بلاط ميلانو، ونشأ بأخلاق مناسبة وحصل على تعليم جيد، والذي تضمن التدريب في الفنون. كان موهوبًا بشكل معقول في الفنون وعمل بجد. كعضو في عائلة بارزة في محكمة ميلانو، ومع ذلك، كان فرانشيسكو سيتحمل مسؤوليات سياسية واجتماعية لأنه تقدم في السن مما كان سيجعله يوقف دراسته في الفن لولا ليوناردو دا فينشي. عاد ليوناردو إلى ميلانو لبعض الوقت حوالي 1505 وبقي مع عائلة ميلزي. هناك التقى فرانشيسكو لأول مرة، مفتونًا بطبيعته الطيبة وبساطته. في سيرة ليوناردو دا فينشي، يقال إنه شعر أنه مضطر للبقاء في ميلانو لفترة أطول مما كان ينوي بعد لقائه مع الشاب فرانشيسكو. يوصف فرانشيسكو في الأدب بأنه ساحر ورشيق، مراهق بدون حرج أو عدم وجود أخلاق نموذجية للأولاد في هذا العمر. تميز فرانشيسكو وتلاميذ آخر من ليوناردو، بولترافو، عن الطلاب الآخرين لأنهم كانوا رسامين مؤهلين ومشرعين للغاية ومعلمين جيدًا. بسبب نشأته في المحكمة العليا، كان فرانشيسكو كريما وكريمًا، وكان لديه تعليم جيد جدًا. بعد وقت قصير من التقائهم، بدأ فرانشيسكو في الدراسة والعمل في ورشة ليوناردو وسرعان ما أصبح تلميذ سيده المفضل، والأكثر تفانيًا أيضًا. على الرغم من ذلك، لا يُكتب إلا القليل إلى حد ما عن رسام المتدرب، وما يُعرف عنه تقريبًا تقريبًا في سياق ليوناردو. في الواقع، بخلاف فرانشيسكو، لم يصبح أي من تلاميذ ليوناردو فنانين محترمين. وعلى الرغم من أنه غير معروف، يشار إلى فرانشيسكو بأنه أول شخص مسؤول عن جمع وتنظيم وحفظ ملاحظات ليوناردو دا فينشي على الرسم، وتحويلها إلى نسخة مخطوطة تعرف باسم الدستور الغذائي. بعد وفاة ليوناردو عام 1519، عاد فرانشيسكو إلى إيطاليا وتزوج من أنجيولا دي لاندرياني، وأنجب منها ثمانية أطفال. ورث أحد أبنائه، أورازيو، مخطوطات ليوناردو بعد وفاة فرانشيسكو في 1569/70.

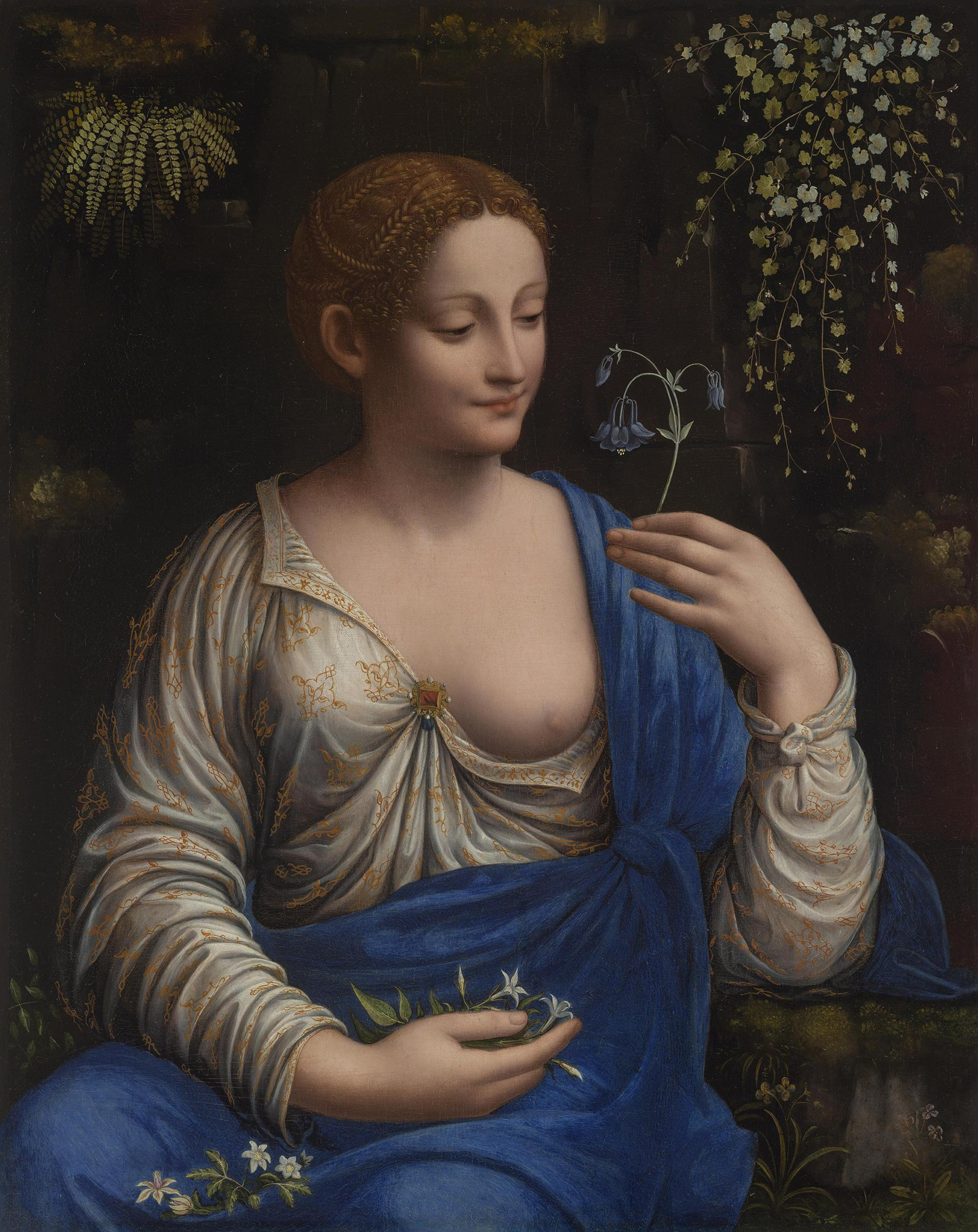
فرانشيسكو ميلزي ، فلورا ، كاليفورنيا. 1520. نقل زيت على لوح إلى قماش ، 76 × 63 سم ، متحف هيرميتاج (ГЭ-107).

## الوظيفي والحياة
ترتبط مهنة فرانشيسكو ميلزي ارتباطًا لا ينفصم مع ليوناردو دا فينشي، وقد يكون هذا سببًا لعدم معرفته، لأن سيده طغى عليه. أرجع سيجموند فرويد عدم نجاح تلاميذ ليوناردو، بما في ذلك فرانشيسكو الموهوب، إلى عدم قدرتهم على تمييز أنفسهم على أنهم منفصلون عن سيدهم، وبالتالي لم تكن حياتهم المهنية قادرة على الازدهار بعد وفاته. قبل وفاة ليوناردو في عام 1519، كانت مهنة فرانشيسكو تتكون إلى حد كبير من كونه مساعدًا ومنفذًا ليوناردو. بسبب علاقتهم الوثيقة، مثل الأب والابن بدلاً من المعلم المبتدئ، كان راضياً بمساعدة ورعاية ليوناردو، رفيق / سكرتير. كانت إحدى مهامه الرئيسية هي كتابة سيده، وهو مخطوطة بالكلمات والأفكار التي تم تعلمها،  والتي يُفترض أنها قد كُتبت بالكامل في ميلانو لأن فرانشيسكو (أو ليوناردو) كتب «ميلان» في الصفحة الأخيرة.
كان فرانشيسكو تلميذ ليوناردو الوحيد الذي بقي معه حتى وفاته، وسافر وعمل معه في ميلانو وروما وفرنسا. رافق الرسام الرئيسي إلى ميلانو، حيث كان حاكم ميلانو تشارلز دامبواز الفرنسي راعي ليوناردو،  وذهب إلى روما معه عام 1513. كتب ليوناردو في مفكرته: «تركت ميلانو متوجهة إلى روما في اليوم الرابع والعشرين من سبتمبر 1513، مع جيوفاني بولترافيو وفرانشيسكو دي ميلزي ولورنزو دي كريدي وإيل فانفويا». بعد ثلاث سنوات في روما، رافق فرانشيسكو ليوناردو إلى فرنسا في عام 1516  حيث مكثوا في شاتو دو كلوكس في أمبواز. خلال هذا الوقت، كان فرانسيس الأول من فرنسا راعي ليوناردو، ودفاتر حسابات المحكمة الفرنسية التي سجلت مدفوعات ليوناردو السنوية كانت 1000 كرونة ذهبية (درع الشمس)، بينما حصل فرانشيسكو ميلزي على 400.
خلال هذا الوقت في فرنسا، غادر تلميذ آخر أندريا سالي ليوناردو وبنى منزلاً على ممتلكاته (ليوناردو) في إيطاليا، وكان فرانشيسكو آخر تلميذ استمر في العمل مع سيده حتى وفاته. كان المنفذ ووريث وصية ليوناردو. على الرغم من أن فرانشيسكو كان الوريث الرسمي ليوناردو وتم توريثه بمخطوطات سيده ورسوماته ومواد الورش والآلات، فقد تلقى أندريا سالينو (أندريا سالي) لوحات ليوناردو عام 1524 في فرنسا وأعادها إلى ميلانو. كانت مسؤولية فرانشيسكو المرتبطة به ليوناردو دا فينشي هي رعاية أعمال سيده الراحل بعد وفاته. أراد ليوناردو مشاركة أعماله مع العالم وقراءتها من قبل الآخرين بعد وفاته، لكن فرانشيسكو لم يحقق ذلك بالكامل. سيتم تجميع الأعمال ونشرها في نهاية المطاف باسم المخطوطة الغذائية. بالإضافة إلى ذلك، قام ميلزي بالفعل بتنفيذ وإكمال عدد من الخطط للرسومات واللوحات نفسها، والتي تركت غير مكتملة بعد وفاة ليوناردو.

### الدستور الغذائي
يشتهر فرانشيسكو ميلزي بإنشاء رسالة في الرسم، وهو عبارة عن مجموعة وتجميع دقيق لآلاف صفحات ليوناردو من الملاحظات والمخططات تحت عنوان «في الرسم»، وكان يُعرف فيما بعد باسم (مقال عن الرسم). على الرغم من أن العديد من نسخ المخطوطات ونسخ ملاحظات ومخططات ليوناردو لم تكُن لتصل إلى أيدينا اليوم لولا جهود فرانشيسكو، غير أن بإمكاننا أيضًا أن نعزو إلى فرانشيسكو فقدان الكثير من عبقرية ليوناردو، فبمجرد أن ورث مخطوطات ليوناردو بدأ بتصنيفها على نطاق واسع بقصد نشرها (على الأرجح)، لكن الحقيقة هي أن أعمال ليوناردو لم تظهر حتى نهاية القرن السادس عش، ولم تلقَ هذه المخطوطات العناية الصحيحة بعد وفاة فرانشيسكو في كاليفورنيا سنة 1570، إذ ورثها ابنه أورازيو ميلزي، وهو محامٍ لم يكن يعرف سوى القليل عن ليوناردو دا فينشي والمخطوطات التي احتفظ بها والده، وبالتالي لم يفهم قيمتها، لذلك فقد أهملها في عليته لسنوات. وعندما توفي أورازيو في فابريو دادا باعَ ورثتُهُ مجموعةً من أعمال ليوناردو، وبالتالي بدأت تتشتّت في مختلف الأنحاء بسببهم.
على الرغم من فشله في نشرها، فقد حفظَ فرانشيسكو بالفعل أعمال سيده الراحل ليوناردو التي كان يعتزّ بها اعتزازاً كبيراً. فقد جمع 944 فصلاً قصيرًا من ملاحظات ليوناردو المتناثرة، لكنه واجه صعوبة في تنظيم وترتيب المواد وحتى ترك بعض الصفحات فارغة. ولكونه نبيلًا ميلانيًا فلا بُدَّ أنه استخدم مساعدين لفرز آلاف الصفحات من الملاحظات، لكنه كان الوحيد الذي يمكنه فهم أسلوب ليوناردو الفريد في الكتابة بيده اليسرى والاختصارات والتهجئات الغامضة التي يستعملها، ومع ذلك كانت هذه مجرد البداية. فقبل نشر المخطوطة، كتب الطلاب خمس نسخٍ على الأقل بعد نسخة فرانشيسكو الأصلية، والتي لا تزال بعضُها اليوم في مكتبة إلمر بيلت في فينشيانا في جامعة كاليفورنيا وفي مكتبة لوس أنجلوس. ويمكننا أن نرى كل من هذه الجهود، بدءًا بجهود فرانشيسكو، كخطوات أدّت إلى إنتاج المخطوطة النهائي وطباعتها، وبالإضافة إلى ذلك أمست أعمال ليوناردو متاحة للباحثين آنذاك مثل فاساري ولومازو وأنطونيو وجاديانو وكاردانو وآخرين، والذين سُرِدَت أسماؤهم في العديد من نسخ المخطوطات.

### ميراث
بالإضافة إلى الحفاظ على مخطوطات ليوناردو، يقال أن فرانشيسكو ميلزي ساهم بشكل كبير في إرث ليوناردو في الأجيال القادمة. لأنه امتلك مخطوطات وملاحظات وأعمال سيده، بعد وفاته، كان قادرًا على مشاركتها مع الجيل التالي من عبقرية وتقنيات ومهرجانات ليوناردو. استمر هذا ليونارديسمو، التأثير المستمر الذي تركه إرث ليوناردو على أسلوب الرسامين والفكر المستقبليين، طوال القرن الخامس عشر. على سبيل المثال، تم وصف تلميذ فرانشيسكو، جيرولامو فيجينو، من قبل الباحث الإيطالي فرانشيسكو ألبوزيو في مذكرته لكل خادم
ألا ستوريا دي بيتوري ميلان (1776) بأنه «المنور والتلميذ فرانشيسكو ميلزي». ابتكر جيرولامو لوحتين تمثلان إشارات إلى أسلافه. يعتقد أن مادونا وقديسيها مستوحاة من ميلزي فرتومنيس وبومونا ، وصورة له من مارغريتا كوليوني تشير إلى ليوناردو موناليزا، وهي شهادة على استمرار تعاليم ليوناردو بعد وفاته.

## العلاقة مع ليوناردو دا فينشي

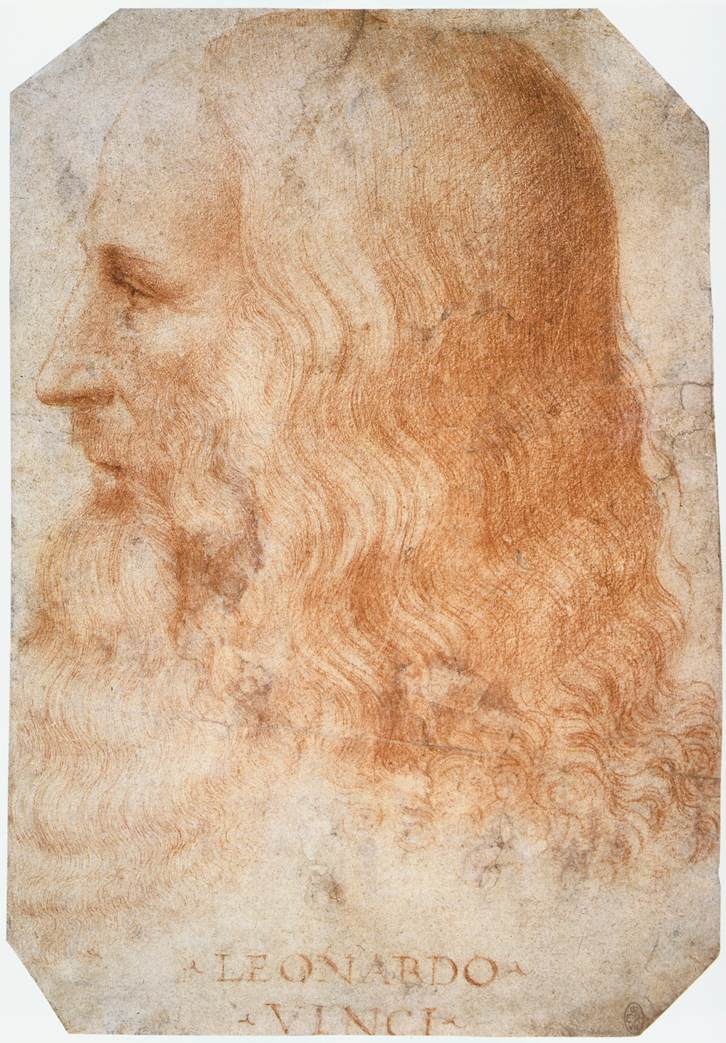
صورة ليوناردو للكاتب فرانشيسكو ميلزي

منذ أن أصبح فرانشيسكو ميلزي مبتدئًا في ورشة ليوناردو دا فينشي، كانت حياته تدور إلى حد كبير حول سيده. أخذ ليوناردو تروقًا فوريًا لفرانشيسكو عندما قابله كمراهق في منزله في ميلانو وأخذه تحت جناحه كمتدرب. أصبح فرانشيسكو مثل الابن لسيده، وليوناردو مثل الأب، وتبعه حتى وفاته عام 1519. سرعان ما أصبح فرانشيسكو على دراية بوحدة سيده، حيث رأى شهرته الأسطورية وعبقريته، وشعر بدفعه لرعايته، وتكريس حياته كلها له. تعتبر فترة ميلانو الثانية لليوناردو، عندما أقام مع عائلة ميلزي، من قبل البعض سنواته الأكثر إبداعًا في الفن وهندسة القناة. هذا هو الوقت الذي وضع فيه الخطط الهندسية لقناة مارتيسانا، التي اكتملت ولا تزال قيد الاستخدام.
نظرًا لأن الاثنين كانا قريبين جدًا، وعاشوا معًا، واهتموا ببعضهم البعض بعمق، كانت هناك نظريات مفادها أن ليوناردو وفرانشيسكو انخرطوا في علاقات رومانسية ومثليين. ومع ذلك، فإن هذه النظريات ليس لديها دليل قاطع وقد تم دحضها إلى حد كبير، مشيرة إلى أن علاقتها لم تمتد أبدًا إلى المودة الأفلاطونية أو العائلية. ومع ذلك، يبدو معقولاً بناءً على ماضي ليوناردو. لم تكن هناك روايات عن قيام ليوناردو بعلاقات جنسية أو رومانسية من أي نوع مع امرأة،  كما تم اتهامه بأعمال جنسية مثلية كانت ممنوعة في ذلك الوقت أثناء تدريبه المهني مع أندريا دل فروكيو، ولكن تمت تبرئته.
أثر فرانشيسكو أيضًا على معتقدات سيده الدينية. كرجل العلم، لم يكن ليوناردو متدينًا بشكل خاص. في الطبعة الأولى لجورجيو فاساري من حياة الفنانين اتهم البوليماث بوجود معتقدات هرطقة، ولكن في نسخته الثانية نقح هذا البيان وذكر أنه «عزم بجدية على التعلم عن مذاهب الإيمان الكاثوليكي والدين المسيحي الجيد والقدس». على الرغم من أنه قد يكون قد بالغ في تكريس سيده للمسيحية، فمن الصحيح أنه كان مؤمنا راسخًا في نهاية حياته، وأن مبتدئه أثر عليه بشكل كبير - كان فرانشيسكو مسيحيًا مخلصًا للغاية وقضوا الكثير من الوقت معًا. في الواقع، كان الأشخاص الوحيدون في فراش موت ليوناردو هم فرانشيسكو وأعضاء من رجال الدين - نائب كنيسة سانت دينيس في أمبواز، واثنين من الرهبان الفرنسيسكانيين، وكاهنين. لأن فرانشيسكو كان الشخص الوحيد الذي يشبه الأسرة في فراش موت ليوناردو، كان هو الذي أخطر إخوة السيد بوفاته. ووصف في رسالته حب ليوناردو لتلاميذه بأنه «الحب الممزوج والمتحمس»،  وتعني «الحب غير المنضبط والعاطفي».

## أعمال محددة
اختار ليوناردو دا فينشي الأولاد الوسيمين للغاية، كما كان فرانشيسكو، ليكونوا تلاميذه ورعايتهم إلى حد كبير كما لو كانوا عائلة. بالإضافة إلى فرانشيسكو ميلزي ، كان بعض تلاميذه من تشيزاري دا سيستو وبولترافيو وسالاي. ومع ذلك ، نظرًا لاختيارهم بناءً على الجاذبية بدلاً من المواهب ، لم يكونوا رسامين ماهرين للغاية ، وبالتالي من السهل تحديد اللوحات التي عملوا عليها بناءً على جودتها المنخفضة. نظرًا لممارسة ورشة العمل العامة حيث يعمل العديد من الفنانين على لوحة واحدة ، فقد أصبح من الممارسات الشائعة نسب تلاميذ ليوناردو إلى أعماله الأقل شهرة (أو الجودة الأقل). يمكن الإشارة إلى هذه اللوحات على أنها لوحات قام بها تلاميذه التي لامسها ليوناردو على عكس العكس.

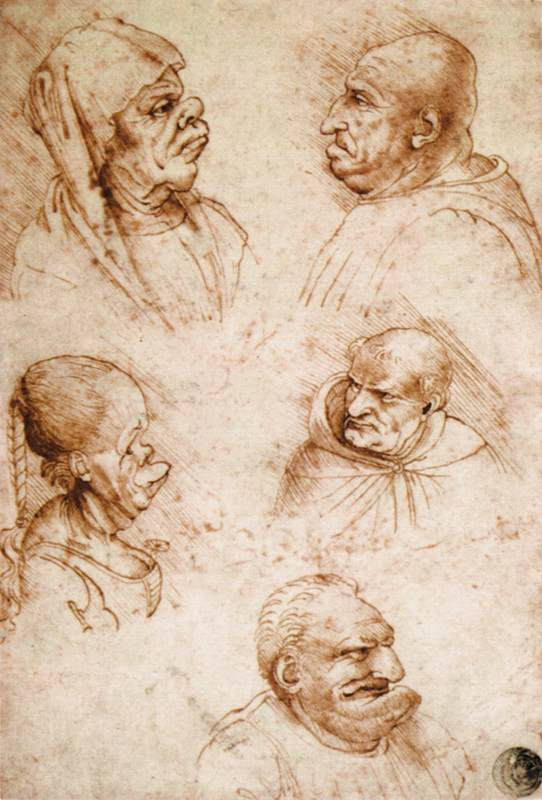
خمسة رؤوس غروتسك ، بقلم فرانشيسكو ميلزي ، حوالي 1515

في الواقع ، يمتلك فرانشيسكو ميلزي ، على عكس نظرائه ، حفنة من اللوحات المكتملة عالية الجودة المنسوبة إليه ، بالإضافة إلى الرسومات والدراسات. وهو مسؤول عن صورة الطباشير الحمراء ، من حوالي 1515، من ملف تعريف دافنشي الذي يصوره على أنه وسيم للغاية وملكي. هذه على الأرجح هي الصورة التي يشير إليها فاساري وأنونيمو جاديانو ، بالإضافة إلى كتاب آخرين في وقت لاحق ، في وصف ليوناردو على أنه يمتلك هذه «النعمة والجمال».
هناك العديد من الرسومات الأخرى المنسوبة إليه في مكتبة الأمبروزيانا
مما يعني «في يوم 14 أغسطس مأخوذ من ارتياح فرانشيسكو ميلزي البالغ من العمر 17 عامًا». توجد ملاحظة على الورقة الخلفية تحدد الرجل في هذا الرسم بأنه أرتوس بويسي. هذا الرسم هو طباشير أحمر على الورق ، وعلى الرغم من أنه يسلط الضوء على قدرة الفنان الحادة على العرض من الملاحظة ، فإن ملاحظة فرانشيسكو في الأسفل تقودنا إلى الاعتقاد بأنها كانت مستندة على الإغاثة ، على الأرجح من قبل ليوناردو. ويفترض أيضًا أنه يستخدم هذا الرأس نفسه في العمود الفقري وبومونا . هو أيضا خلق الطباشير رسم رؤساء خمسة مشوه، بالإضافة إلى سبعة الكاريكاتير واثنين من رؤساء مشوه، وكلها في نمط مماثل. هناك العديد من الرسومات المنسوبة إلى فرانشيسكو ، ولكن غالبًا ما يكون من الصعب معرفة ما إذا كانت نهائية لأن أسلوبه يتأثر بشدة ، وبالتالي يتشابه مع ليوناردو.
كما أنه مسؤول عن بعض اللوحات ، وبعضها معروف نسبيًا. له Vertumnus و Pomona 'في متحف برلين المعروض في المذبح ، وفلورا ، التي نُسبت إلى ليوناردو حتى منتصف القرن التاسع عشر ، معلقة في لينينغراد هيرميتاج. La Belle Ferronniére هي لوحة لامرأة مجهولة الهوية مؤلفها غير مؤكد. في متحف اللوفر يُنسب إلى ليوناردو دا فينشي ، لكنه يُنسب أحيانًا إلى فرانشيسكو ميلزي ، وفي أحيان أخرى إلى ورشة ليوناردو. لوحات أخرى من أو ينسب إلى فرانشيسكو حورية في الربيع (معرض واشنطن للفنون)، صورة لشاب مع ببغاء (ميلان ، مجموعة خاصة)، والقديسة آن مع العذراء والطفل تحتضن خروف (معرض ديجلي أوفيزي).

## روابط خارجية
- فلورا بقلم فرانشيسكو ميلزي في متحف الأرميتاج الحكومي في سانت بطرسبرغ، روسيا.
- وصف Vertumnus و Pomona .
- رسامو الواقع: إرث ليوناردو وكارافاجيو في لومباردي ، كتالوج معرض من متحف متروبوليتان للفنون (متاح بالكامل عبر الإنترنت بتنسيق PDF)، والذي يحتوي على مواد عن Melzi (انظر الفهرس)